# TV Zimbo
A TV Zimbo é a maior e a primeira emissora privada de televisão de Angola.
As emissões experimentais tiveram início no dia 14 de Dezembro de 2008, emitindo na frequência 45 UHF, através do retransmissor situado no Município de Viana, na Província de Luanda, e na posição 5 da rede da TVCABO em Angola. Com o início das emissões regulares, a 15 de Maio de 2009, a primeira estação privada de Angola passou a emitir 18 horas diárias de programação variada e generalista, integrando os pacotes da MultiChoice de distribuição por satélite (DStv África), no canal 573.

## Origem do nome
O nome Zimbo teve origem na primeira moeda de troca local usada em Angola e em quase toda a costa ocidental africana, um búzio do tamanho de um bago de café, que aparecia em toda a costa de Angola, embora os mais belos fossem da ilha de Luanda. [carece de fontes?]

## História
A TV Zimbo foi fundada em 14 de dezembro de 2008 e iniciou a programação regular em 15 de maio de 2009, a tempo das eleições de 2009 e da Copa das Nações Africanas de 2010. A Medianova havia acabado de lançar um jornal semanal, O Pais, e uma estação de rádio, Radio Mais (primeira emissora privada em Angola). O canal foi lançado em parceria com a TVI e a BBC. Foram contratados 310 funcionários, incluindo uma equipe editorial de 22. A Medianova investiu US$ 26 milhões no lançamento da TV Zimbo.
Aparentemente, a TV Zimbo não foi lançada com os regulamentos legais necessários. Em novembro de 2010, após uma turbulência financeira na Medianova, 75% dos funcionários da TV Zimbo, a maioria expatriados em Portugal, foram demitidos e substituídos por técnicos locais.
Em finais de Maio de 2011, a TV Zimbo estreou a sua nova identidade corporativa e com a designação da ZTV. Em novembro de 2011 relança o nome da TV Zimbo com nova imagem e uma nova grelha de programção.
Em julho de 2014, a TV Zimbo entrou em HDTV e foi lançado em Agosto de 2019.